# Konstytucja Królestwa Serbów, Chorwatów i Słoweńców
Konstytucja Królestwa Serbów, Chorwatów i Słoweńców, także konstytucja widowdańska (serb.-chorw. Ustav Kraljevine Srba, Hrvata i Slovenaca, także Vidovdanski ustav) – ustawa zasadnicza regulująca ustrój prawny Królestwa Serbów, Chorwatów i Słoweńców; obowiązywała od 28 czerwca 1921 r. do 6 stycznia 1929 r.

## Uchwalenie konstytucji
Uchwalenie konstytucji wymagało uzyskania bezwzględnej liczby głosów w dwóch głosowaniach. Członkowie Chorwackiej Ludowej Partii Chłopskiej Stjepana Radicia całkowicie zbojkotowali prace nad konstytucją i głosowanie. Na skutek delegalizacji, nie uczestniczyli w głosowaniach również członkowie Komunistycznej Partii Jugosławii. Pierwsze z głosowań odbyło się 12 maja 1921 r.; za uchwaleniem głosowało 227 posłów, przeciw – 93, a 96 się wstrzymało. Drugie głosowanie odbyło się 28 czerwca 1921 r.; za uchwaleniem ustawy opowiedziało się 223 posłów, 35 było przeciw, a 158 się wstrzymało. Konstytucję zatwierdzono 28 czerwca nie był dniem przypadkowym, bowiem była to dokładnie 532. rocznica bitwy na Kosowym Polu, 7. rocznica zabójstwa arcyksięcia Ferdynanda przez Gavrilo Principa oraz dzień św. Wida (serb.-chorw. Vidovdan – ważne święto w kalendarzu Serbskiej Cerkwi Prawosławnej), stąd nazwa Vidovdanski ustav. 29 czerwca książę Aleksander, w imieniu króla Piotra I, złożył przysięgę na konstytucję i dokonał jej proklamacji.
Nie licząc przypadków szczególnych, konstytucję poparli niemal wyłącznie Serbowie. Wyjątek stanowiła Jugosłowiańska Organizacja Muzułmanów, która poparła konstytucję w zamian za zagwarantowanie licznych swobód Bośni i rekompensaty finansowej za nacjonalizację majątków bejowskiego ziemiaństwa. Główna rola w opracowaniu konstytucji przypadła serbskiej Partii Radykalnej pod wodzą Nikoli Pašicia.

## Treść
Preambuła konstytucji brzmiała następująco:

W imię Jego Wysokości Piotra I, dzięki Łasce Bożej i woli Narodu Króla Serbów, Chorwatów i Słoweńców, Ja Aleksander, następca tronu, ogłaszam i obwieszczam wszem i wobec, że Zgromadzenie Ustawodawcze Królestwa Serbów, Chorwatów i Słoweńców, zwołane na mocy edyktu z 7 września 1920 roku w dniu 12 grudnia 1920 roku w mieście Belgradzie na LXII posiedzeniu zwykłym, 28 czerwca 1921 roku, w dniu św. Wida, postanowiło potwierdzić i przyjąć konstytucję Królestwa Serbów, Chorwatów i Słoweńców.

Konstytucja przyniosła zwycięstwo centralistycznej wizji państwa. Składała się z 14 części i 142 artykułów; określała państwo jako dziedziczną monarchię parlamentarną, pod panowaniem dynastii Karadziordziewiciów, o nazwie Królestwo Serbów, Chorwatów i Słoweńców. Uznawała istnienie języka serbsko-chorwacko-słoweńskiego, mimo wyraźnej odmienności na poziomie leksykalnym i gramatycznym języka słoweńskiego. Znalazło się w niej również pojęcie „trójimiennego narodu” lub „trzech plemion” tego samego narodu. Do herbu wprowadzono symbole trzech narodów, a w hymnie znalazły się słowa pochodzące z hymnu serbskiego, chorwackiego i słoweńskiego. Autorzy konstytucji zakładali, że istnienie wspólnego języka będzie leżało u podstaw wykształcenia się narodu serbsko-chorwacko-słoweńskiego, o którym wspomniano w artykule XIX konstytucji. Ustawa zasadnicza miała w świetle prawa miała rozpocząć proces asymilacji narodów południowosłowiańskich.
W jednoizbowym Zgromadzeniu Narodowym miało zasiadać 315 delegatów wybieranych na czteroletnie kadencje w wyborach powszechnych, równych, bezpośrednich i tajnych. Przyjęto zasadę reprezentacji proporcjonalnej. Ustanowiono powszechne prawo wyborcze z wyłączeniem żołnierzy, kobiet i osób skazanych. Konstytucja zapewniała również liczne swobody polityczne łącznie z prawem jednostki do nienaruszalności własności prywatnej.
Art. 55 konstytucji gwarantował de facto nietykalność osobie króla, a także zakaz pociągania go do odpowiedzialności i wszczyniania wobec niego dochodzeń. Zgodnie z konstytucją monarcha władzę ustawodawczą dzielił z parlamentem a wykonawczą z rządem. Władzę sądowniczą sprawowały sądy działające „w imieniu króla i na podstawie ustawy”. Monarcha miał prawo do zwoływania i rozwiązywania jednoizbowego parlamentu (tzw. Skupsztiny). Oprócz tego władca miał inicjatywę ustawodawczą, podpisywał ustawy i porozumienia międzynarodowe, był naczelnym wodzem sił zbrojnych, powoływał i odwoływał premiera, członków rządu i wyższych urzędników państwowych. Konstytucja przyznawała królowi szersze kompetencje niż parlamentowi. Przewagę króla w procesie legislacyjnym stanowił fakt, iż chociaż prawo do zgłaszania wniosków ustawodawczych miał każdy poseł, to projekty ustaw przedstawiała, z upoważnienia króla, rada ministrów lub poszczególni ministrowie. Każda ustawa przegłosowana w parlamencie, aby mogła wejść w życie, musiała być zatwierdzona przez monarchę i ogłoszona w formie dekretu. Dodatkowo zarówno premier rządu, jak i ministrowie byli powoływani na mocy nominacji królewskich i podlegali bezpośrednio władcy. Kolejną dysproporcję kompetencyjną w układzie stosunków między królem a parlamentem było prawo monarchy do zwoływania obrad parlamentu w dowolnym terminie, jeśli tylko uznał, że wymaga tego dobro państwa, nawet w sytuacji, kiedy sama Skupsztina zdecydowała o odroczeniu obrad.
W konstytucji zawarto również zapis mówiący o przeprowadzeniu reformy administracyjnej według kryteriów naturalnych, społecznych i ekonomicznych, lecz samych kryteriów nie wymieniono. Do ostatecznej reformy doszło za sprawą rozporządzenia, wydanego 26 kwietnia 1922 r., dzielącego państwo na 33 okręgi.

## Reakcje
Konstytucja zadowoliła przede wszystkim Serbów. Przeciw ustawie wystąpiła większość ugrupowań narodowych (innych niż Serbowie), które nie godziły się ze skupieniem nadmiernej władzy w rękach króla oraz wywyższania Serbów. Przekonanie o konstytucyjnej niesprawiedliwości nie ominęło żadnej warstwy społecznej i żadnego narodu. Największy sprzeciw wyrażali komuniści i partia Radicia. Rozpoczęły się masowe demonstracje chłopskie w Chorwacji, które wkrótce rozszerzyły się na Bośnię, Hercegowinę, Wojwodinę i Macedonię Wardarską. 29 czerwca 1921 r. jeden z działaczy KPJ dokonał zamachu na życie regenta Aleksandra, raniąc dziesięciu ludzi z jego otoczenia – sam książę przeżył. 21 lipca ponownie działacz komunistyczny przeprowadził zamach, w wyniku którego śmierć poniósł minister spraw wewnętrznych – Milorad Drašković.

## Zawieszenie konstytucji
Uchwalenie konstytucji nie zakończyło starań zwolenników wizji państwa federacyjnego. Główna ich siła polityczna, Chorwacka Ludowa Partia Chłopska, rosła w siłę, mimo rządowych akcji odwetowych w postaci aresztowań jej przywódców i przejściowej delegalizacji ugrupowania. Pod koniec lat 20. spór między zwolennikami centralizmu i federalizmu bardzo się zaostrzył. W czerwcu 1928 r. doszło do strzelaniny podczas obrad Skupsztiny, w której zginęli posłowie Chorwackiej Partii Chłopskiej, w tym jej przywódca – Stjepan Radić. Wydarzenie to wywołało kryzys rządów parlamentarnych. Narastał terror policyjny, a w królu Aleksandrze dojrzewała decyzja o zaprowadzeniu królewskiej dyktatury.
6 stycznia 1929 roku król Aleksander dokonał zamachu stanu i objął rządy dyktatorskie – zawiesił obowiązywanie konstytucji widowdańskiej, rozwiązał Skupsztinę i wszystkie partie polityczne, zlikwidował samorząd gminny oraz wprowadził cenzurę. Jeszcze w tym samym roku zmienił nazwę państwa na Królestwo Jugosławii oraz zmienił podział administracyjny kraju. W 1931 roku, pod wpływem narastającego kryzysu gospodarczego, proklamował nową konstytucję, przywracającą pozornie ustrój monarchii parlamentarnej.

### Książki
- Leszek Podhorodecki: Jugosławia. Dzieje narodów, państw i rozpad federacji. Warszawa: Wydawnictwo Mada, 2000. ISBN 83-86170-49-2.
- Tadeusz Wasilewski, Wacław Felczak: Historia Jugosławii. Wrocław: Zakład Narodowy im. Ossolińskich - Wydawnictwo, 1985. ISBN 83-04-01638-9.
- Mieczysław Tanty: Bałkany w XX wieku. Warszawa: Książka i Wiedza, 2003. ISBN 83-05-13311-7.
- Witold Szulc: Przemiany gospodarcze i społeczne w Jugosławii w okresie międzywojennym (1918–1941). Poznań: Wydawnictwo Naukowe Uniwersytetu im. Adama Mickiewicza w Poznaniu, 1980.
- Barbara Jelavich: Historia Bałkanów, wiek XX. Kraków: Wydawnictwo Uniwersytetu Jagiellońskiego, 2005. ISBN 83-233-2043-8.
- Maciej Czerwiński: Chorwacja. Dzieje, kultura, idee. Kraków: Międzynarodowe Centrum Kultury, 2020. ISBN 978-83-66419-09-4.
- Jerzy Skowronek, Mieczysław Tanty, Tadeusz Wasilewski: Słowianie południowi i zachodni VI–XX wiek. Warszawa: Książka i Wiedza, 2005. ISBN 83-05-13401-6. OCLC 838816716.
- Dragutin Pavličević: Historia Chorwacji. Poznań: Wydawnictwo Naukowe UAM, 2004. ISBN 83-232-1357-7.

### Artykuły
- Konrad Sebastian Morawski. Rywalizacja partyjna w Królestwie Serbów, Chorwatów i Słoweńców w latach 1918–1929. „Klio. Czasopismo poświęcone dziejom Polski i powszechnym”. t. 27 (4)/2013, 2013. Rzeszów. DOI: 10.12775/KLIO.2013.053. ISSN 1643-8191. [dostęp 2021-03-24].
- Tadeusz Czekalski. Widowdańskie prowizorium. Geneza i rozwój parlamentaryzmu w Królestwie Serbów, Chorwatów i Słoweńców. „Przegląd Sejmowy”. 1(150)/2019, 2019. Rzeszów. DOI: 10.31268/PS.2019.04. [dostęp 2021-03-11].